# S.O.S. Barracuda: Der Tod spielt Roulette
S.O.S. Barracuda: Der Tod spielt Roulette ist ein deutscher Fernsehaction-Kriminalfilm aus dem Jahr 1999 von Michel Bielawa, nach einem Drehbuch von Marc Terjung. In der Hauptrolle ist Nick Wilder als Jan Fermann zu sehen. Der Film ist der zweite Film der S.O.S. Barracuda-Filmreihe, die aus acht Filmen besteht und zwischen 1997 und 2002 erschien.

## Handlung
Zum Team der „Barracuda“ gehören der introvertierte Sven Witte, der draufgängerische Hendrik sowie Lisa Beuys unter der Führung von Kapitän Jan Fehrmann, der einst vor über 15 Jahren seinen Dienst quittierte, als während eines Einsatzes ein Junge ums Leben kam. Hendrik befindet sich zusammen mit seiner neuen Freundin Mona am Bord der Fähre „Delphin“, die ein Casino enthält. Diese wird zum Ziel des Verbrechers Picard, der gemeinsam mit seinen Komplizen versucht, den üppig gefüllten Tresor mit Wertpapieren zu stehlen. Doch sein Überfall bleibt nicht unbemerkt: Kapitän Fehrmann erkennt von Land aus die brenzlige Lage an Bord der Fähre und schleicht sich im Alleingang auf die Fähre.
An Bord werden unterdessen alle Passagiere als Geiseln von Picard und seinen bewaffneten Komplizen gefangen genommen. Die Geiseln werden in das Fahrzeugdeck der Fähre gesperrt und die Verbrecher versuchen im Anschluss, den Tresor zu sprengen. Hendrik ist aber in der Lage, sich zu befreien und beschließt, den Verbrechern das Handwerk zu legen. Fehrmann schafft es, die Einsatzzentrale zu verständigen, doch er kann nicht verhindern, dass Picard den Tresor sprengt und sich an den Wertpapieren bedient. Aufgrund einer virus-artigen Steuersoftware fallen die navigatorischen Geräte der „Delphin“ aus und das Schiff rast unkontrollierbar auf die Küste von Travemünde zu, während Picard versucht, das Schiff per Hubschrauber zu verlassen. Fehrmann verhindert dies jedoch.
Im letzten Moment gelingt es Sven, das Schiff mit Hilfe eines eingespielten Computerspiels zu steuern und vor der Küste zu stoppen. Picard stirbt währenddessen, nachdem er bei einem Kampf mit Fehrmann im Maschinenraum in ein abstehendes Maschinenteil stürzt.

## Hintergrund
Der Fernsehfilm bildet den zweiten Teil der aus acht Fernsehfilmen bestehenden S.O.S. Barracuda-Filmreihe. Mit der Filmreihe wollte RTL an die erfolgreichen US-amerikanischen Fernsehserien Baywatch – Die Rettungsschwimmer von Malibu, Miami Vice und Thunder in Paradise anknüpfen, in deren Mittelpunkt ebenfalls schnelle und hochausgerüstete Boote standen, mit dessen Hilfe Kriminelle gefasst wurden. Nick Wilder stellt in allen Filmen die Hauptrolle des Jan Fermann dar, der meistens im Alleingang gegen mehrere Widersacher bestehen kann. Als Antagonist ist Heinz Hoenig in der Rolle des Picard zu sehen, der auf Bösewichte aus den James-Bond-Filmreihen basiert.
Seine deutsche Fernsehpremiere feierte der Film am 19. Februar 1999 auf RTL.

## Rezeption
TV Spielfilm spricht von „‚Alarmstufe: Rot‘ auf der Ostsee“.
Christian Richter kritisiert in seiner Kolumne vor allem die schauspielerischen Leistungen von Verona Feldbusch. Er erkennt an, dass sie aufgrund ihrer Ehe mit Dieter Bohlen und mehreren Moderations- und Werbemodeltätigkeiten eine gewisse Bekanntheit in Deutschland erlangt habe, „aber über keinerlei schauspielerische Erfahrung“ verfüge. Die weiteren Charaktere bezeichnet er als „überzeichnet“ und die Handlung sei ihm zu „übertrieben“.
In der Internet Movie Database hat der Film bei rund 140 Stimmenabgaben eine Wertung von 2,8 von 10,0 möglichen Sternen (Stand: August 2024).
Am 30. August 2024 wurde auf Nitro eine von Oliver Kalkofe und Peter Rütten kommentierte Fassung des Films innerhalb der Sendereihe Die schlechtesten Filme aller Zeiten (SchleFaZ) ausgestrahlt.